# Botanophila ciliata
Botanophila ciliata är en tvåvingeart som först beskrevs av Karl 1935.  Botanophila ciliata ingår i släktet Botanophila och familjen blomsterflugor. Inga underarter finns listade i Catalogue of Life.